# Albertacce
Albertacce je naselje in občina v francoskem departmaju Haute-Corse regije - otoka Korzika. Leta 2008 je naselje imelo 242 prebivalcev.

## Geografija
Kraj leži v severno-osrednjem delu otoka Korzike znotraj naravnega regijskega parka Korzike, 79 km jugozahodno od središča Bastie. Vzhodno od kraja se nahaja umetno jezero Lac de Calacuccia, nastalo z zajezitvijo reke Golo.

## Uprava
Občina Albertacce skupaj s sosednjimi občinami Calacuccia, Casamaccioli, Castiglione, Castirla, Corscia, Lozzi, Omessa, Piedigriggio, Popolasca, Prato-di-Giovellina in Soveria sestavlja kanton Niolu-Omessa s sedežem v Calacuccii. Kanton je sestavni del okrožja Corte.

## Zanimivosti
- župnijska cerkev sv. Roka;
- genoveška mostova Ponte Altu na reki Golo, Pont de Muricciolu, na reki Viru,
- reka Golo z jezerom Lac de Calacuccia in slapom cascade de Radule,
- monolitni kip Kristusa Kralja na vrhu Col de Vergio (1.478 m),
- zimsko smučarsko središče Station de ski de Vergio.